# Wasif Jawhariyyeh
Wasif Jawhariyyeh, född den 14 januari 1897 i Jerusalem, död 1972, var en kompositör, oudspelare och poet, känd för sina memoarer, som skildrar sex decennier av Jerusalems turbulenta moderna historia mellan 1904 och 1968.